# متحف العادات والتقاليد (عدن)
متحف العادات والتقاليد بعدن

## أقسام المتحف

### قسم الأدوات والأواني الشعبية القديمة
يوجد في المتحف قسم خاص بالأدوات والأواني الشعبية القديمة والحديث وتبين هذه الأدوات الحياة الاجتماعية ومظاهرها في اليمن عبر مراحل مختلفة وتبين مظاهر الأسواق في الحارات وهي من التراث المحلي والعربي والإسلامي.

### قسم الملابس الشعبية الحديثة
الملابس الشعبية المظرزة بالألوان الحريرية المتنوعة التي ترتديها الدمى المخصصة للعروض وحول أعناقها العقود الذهبية، ويرتدين ملابس رائعة من الحرير الثمين وأغطية للرأس مقصبة بالذهب، ويجد الزائر للمتحف في هذا القسم مظاهر الحياة اليومية، والإبداع الفني في صناعة وزخرفة الأزياء الشعبية، والاقتباس من المناظر الطبيعية في زخرفة الألوان مع إدخال عناصر زخرفية متنوعة في نسيج القماش وألوانه ما يبعث الإحساس برشاقة خيوط النسيج.

### قسم المطبخ اليمني
وفي نماذج لصناعة الفخار وتطورها في اليمن، و يعرض هذا القسم بعض الأواني الفخارية القديمة التي استخرجت من المواقع الأثرية إضافة إلى نماذج من الأدوات البدائية مثل العجلة التي تدار بالأرجل والفرن البلدي، ثم النقوش والزخارف اليمنية الجميلة التي تزين مجموعة من المزهريات والأواني الفخارية التي استخدمت في عصور مختلفة من التاريخ، كما يوجد في هذا القسم نماذج لصناعة السجاد والصناعات الجلدية التي اشتهرت في اليمن منذ القرون الوسطى وصناعة الحلي الذهبية والفضية والمصوغات التي تخرج من أيادي امهر الصاغة .